# Liste der Naturdenkmale in Biersdorf am See
Die Liste der Naturdenkmale in Biersdorf am See nennt die im Gemeindegebiet von Biersdorf am See ausgewiesenen Naturdenkmale (Stand 4. April 2024).

## Naturdenkmale
| Nr.         | Bezeichnung        | Lage                                    | Beschreibung        | Bild            |
| ----------- | ------------------ | --------------------------------------- | ------------------- | --------------- |
| ND-7232-423 | Rothlay am Uferweg | westlich des Ortes (Seeuferstraße) Lage | Buntsandsteinfelsen | Fotos hochladen |